# 什克林德魯吉
50°32′37″N 24°58′23″E / 50.54361°N 24.97306°E
什克林德魯吉（烏克蘭語：Шклинь Другий），是烏克蘭的村落，位於該國西部沃倫州，由盧茨克區負責管轄，始建於1946年，面積6.49平方公里，海拔高度239米，2001年人口144，人口密度每平方公里22.19人。